# Maria Vaquer Moll
Maria Vaquer Moll (Capdepera, Mallorca, 23 d'octubre de 1902 - Capdepera, Mallorca, gener de 1982) fou una modista i feminista balear.
Filla de Margalida Moll Fiol, natural de Capdepera, i Francesc Vaquer Veny, natural d'Artà, fou modista de professió, i durant la Segona República Espanyola, presidí el grup femení i l'Agrupació Socialista de Capdepera, a la qual estava afiliada. Fou colaboradora del setmanari El Obrero Balear, i publicà una serie d'artícles sota el títol "Libérate mujer", sent considerada una de les precursores del feminisme a Mallorca. Maria Vaquer també fou espiritista, un corrent que arrelà molt a la localitat de Capdepera.
Després del cop militar de juliol de 1936, fou detinguda empresonada a la presó de dones de Palma l'agost de 1936. Després de ser acusada d'haver estès un llençol blanc al terrat de casa seva destinat als avions republicans que bombardejaven l'illa, durant les jornades prèvies al fracassat desembarcament de l'estiu del 1936, fou jutjada el juny de 1937 i condemnada a mort. Mentre ella era a la presó el seu pare, Francesc Vaquer Veny, va ser assassinat. Poc després li fou commutada la pena per la de cadena perpètua. Malgrat tot, va poder sortir en llibertat el març de 1943. Uns anys més tard, el 1948, emigrà a Alger, a Algèria. Als anys seixanta Maria Vaquer, juntament amb el seu marit i, més tard, la seva filla, va tornar de l'exili a Alger, i cap al final dels anys setanta es tornà a fundar l'Agrupació Socialista a casa seva, també amb l'ajuda del seu marit.